# Nati il 3 agosto
| Questa pagina contiene informazioni ricavate automaticamente dalle voci biografiche con l'ausilio del template Bio e di un bot. L'aggiornamento è periodico e automatico e ricostruisce completamente la pagina. Se manca una persona in questa lista, sei pregato di non aggiungerla, ma accertati piuttosto che la sua voce biografica contenga il template Bio e che i dati anagrafici siano correttamente compilati. Se il template Bio manca, inseriscilo tu stesso o, in alternativa, metti l'avviso {{tmp\|Bio}} che ne segnala la mancanza. Se i dati riportati sono sbagliati, correggi direttamente la voce biografica; le modifiche saranno visibili in questa lista entro pochi giorni. Per chiarimenti vedi il progetto biografie. La lista contiene solo le 1.108 persone che sono citate nell'enciclopedia e per le quali è stato implementato correttamente il template Bio. Pagina aggiornata al 13 ago 2025. |

## XII secolo(1)
- 1103 - Guglielmo Adelin, nobile normanno († 1120)

## XV secolo(6)
- 1429 - Amedea Paleologa, nobile († 1440)
- 1442 - Galeotto I Pico della Mirandola, condottiero e nobile italiano († 1499)
- 1452 - Ludovico il Moro, nobile italiano († 1508)
- 1486 - Imperia Cognati, italiana († 1512)
- 1490 - Germano di Kazan' e Svijažsk, religioso e santo russo († 1567)
- 1491 - Maria di Jülich-Berg, nobile tedesca († 1543)

## XVI secolo(4)
- 1509 - Tiberio Deciani, giurista e avvocato italiano († 1582)
- 1509 - Étienne Dolet, umanista francese († 1546)
- 1513 - Giovanni di Brandeburgo-Küstrin, nobile tedesco († 1571)
- 1517 - Camillo Castiglione, nobile e condottiero italiano († 1598)

## XVII secolo(13)
- 1622 - Volfango Giulio di Hohenlohe-Neuenstein, conte tedesco († 1698)
- 1638 - Guglielmo Luigi di Anhalt-Köthen, principe († 1665)
- 1648 - William Fermor, I barone Leominster, nobile e politico inglese († 1711)
- 1652 - Maddalena Cristina Reuss-Greiz, nobildonna tedesca († 1697)
- 1654 - Carlo I d'Assia-Kassel, nobile tedesco († 1730)
- 1656 - Jean Galbert de Campistron, drammaturgo francese († 1723)
- 1657 - Domenico Bernini, storico e biografo italiano († 1723)
- 1662 - Sofia Enrichetta di Waldeck, nobile tedesca († 1702)
- 1673 - Giovanni Battista Altieri, cardinale e arcivescovo cattolico italiano († 1740)
- 1682 - George Werner, architetto tedesco († 1758)
- 1695 - Antonio Cocchi, medico, naturalista e scrittore italiano († 1758)
- 1696 - Ferdinando Maria de' Rossi, cardinale e patriarca cattolico italiano († 1775)
- 1697 - Manuele Giuseppe di Braganza, nobile († 1766)

## XVIII secolo(22)
- 1717 - Pierre Claude Haudeneau de Breugnon, ammiraglio e diplomatico francese († 1792)
- 1729 - Richard Caswell, politico e avvocato statunitense († 1789)
- 1730 - Sadāśivarāva Bhāū, indiano († 1761)
- 1730 - Pietro Stefano Speranza, vescovo cattolico italiano († 1802)
- 1731 - Girolamo Francesco Cristiani, ingegnere e economista italiano († 1811)
- 1742 - Andreas O'Reilly von Ballinlough, generale austriaco († 1832)
- 1746 - James Wyatt, architetto britannico († 1813)
- 1749 - Friedrich August Joseph von Nauendorf, generale tedesco († 1801)
- 1750 - Luigi Engelberto d'Arenberg, duca († 1820)
- 1753 - Charles Stanhope, III conte di Stanhope, nobile, scienziato e ambasciatore britannico († 1816)
- 1757 - François-Xavier-Marc-Antoine de Montesquiou-Fézensac, politico francese († 1832)
- 1760 - Jacques Réattu, pittore francese († 1833)
- 1766 - Kurt Sprengel, botanico tedesco († 1833)
- 1770 - Federico Guglielmo III di Prussia, re prussiano († 1840)
- 1772 - Howell Cobb, politico statunitense († 1818)
- 1781 - Friedrich Weber, medico, botanico e entomologo tedesco († 1823)
- 1786 - Carlo Muletti, storico e scrittore italiano († 1869)
- 1789 - André Koechlin, ingegnere francese († 1875)
- 1791 - Charles Gordon-Lennox, V duca di Richmond, politico e militare inglese († 1860)
- 1793 - Jean-Jacques Barre, medaglista e incisore francese († 1855)
- 1798 - Prosper Duvergier de Hauranne, politico francese († 1881)
- 1800 - Angelo Ramazzotti, patriarca cattolico italiano († 1861)

## XIX secolo(148)
- 1803 - Joseph Paxton, architetto britannico († 1865)
- 1804 - John C. Bennett, medico statunitense († 1867)
- 1808 - Hamilton Fish, politico statunitense († 1893)
- 1808 - Markus Mosse, medico tedesco († 1865)
- 1809 - Joseph Lambert, generale russo († 1879)
- 1811 - Elisha Otis, inventore e imprenditore statunitense († 1861)
- 1812 - Arthur Cunynghame, generale britannico († 1884)
- 1813 - Francisco Serrano Bedoya, politico spagnolo († 1882)
- 1815 - Henry Augustus Loveday, religioso e compositore di scacchi britannico († 1848)
- 1817 - Alberto d'Asburgo-Teschen, generale austriaco († 1895)
- 1820 - Nikolaj Aleksandrovič Verëvkin, militare russo († 1878)
- 1821 - Emanuele Celesia, storico e scrittore italiano († 1889)
- 1822 - Edoardo Borromeo, cardinale e arcivescovo cattolico italiano († 1881)
- 1823 - Francisco Asenjo Barbieri, compositore e musicista spagnolo († 1894)
- 1825 - Stefano Castagnola, avvocato e politico italiano († 1891)
- 1827 - Sergej Urusov, scacchista russo († 1897)
- 1828 - Grigorij Ivanovič Čertkov, generale russo († 1884)
- 1832 - Ivan Zajc, compositore e direttore d'orchestra croato († 1914)
- 1836 - Gian Lorenzo Basetti, politico e patriota italiano († 1908)
- 1836 - Greene Vardiman Black, odontoiatra statunitense († 1915)
- 1836 - Giacomo Costa, armatore e imprenditore italiano († 1916)
- 1836 - Filippo Manci, patriota italiano († 1869)
- 1836 - Jean Vilain, militare francese († 1863)
- 1838 - Giovanni Alfazio, prefetto e politico italiano († 1913)
- 1839 - Hippolyte Langlois, generale francese († 1912)
- 1842 - Vittorio Asinari di Bernezzo, generale e patriota italiano († 1923)
- 1843 - Domenico Milanesio, presbitero e missionario italiano († 1922)
- 1844 - Alfonso Di Brocchetti, ammiraglio e politico italiano († 1918)
- 1846 - François Vilamitjana, velista francese († 1928)
- 1847 - John Hamilton Gordon, nobile e politico scozzese († 1934)
- 1847 - William Lindsay, calciatore inglese († 1923)
- 1848 - Enrico Golinelli, avvocato e politico italiano († 1911)
- 1851 - George Francis FitzGerald, fisico irlandese († 1901)
- 1851 - Enrico Reinach, attore teatrale italiano († 1929)
- 1852 - Domenico Serafini, cardinale e arcivescovo cattolico italiano († 1918)
- 1852 - Henry Wolf, incisore francese († 1916)
- 1853 - Luigi Boschi, vescovo cattolico italiano († 1924)
- 1853 - Giuseppe Botti, archeologo italiano († 1903)
- 1853 - Maria Wiik, pittrice finlandese († 1928)
- 1854 - Fernand de La Tombelle, organista e compositore francese († 1928)
- 1855 - Osvaldo Armanni, architetto italiano († 1929)
- 1856 - Osvaldo Bignami, pittore italiano († 1936)
- 1856 - Alfred Deakin, politico australiano († 1919)
- 1856 - Luigi Luiggi, politico e ingegnere italiano († 1931)
- 1857 - Paolo Grilli, pittore e scultore italiano († 1952)
- 1857 - Giovanni Battista Marzi, inventore italiano († 1928)
- 1858 - Paul Sabatier, storico francese († 1928)
- 1859 - Baldassarre Squitti, politico italiano († 1929)
- 1860 - William Kennedy Laurie Dickson, regista e inventore inglese († 1935)
- 1861 - Michel Verne, scrittore francese († 1925)
- 1862 - Oswald Külpe, psicologo tedesco († 1915)
- 1862 - Mary Wyndham, nobildonna inglese († 1937)
- 1863 - Géza Gárdonyi, scrittore ungherese († 1922)
- 1865 - Carl Dorno, naturalista tedesco († 1942)
- 1865 - Pietro di Maria, arcivescovo cattolico e diplomatico italiano († 1937)
- 1866 - Onofrio Tomaselli, pittore italiano († 1956)
- 1867 - Stanley Baldwin, politico britannico († 1947)
- 1867 - Eugen von Hippel, oculista e scienziato tedesco († 1939)
- 1867 - Erich Kallius, anatomista tedesco († 1935)
- 1868 - Oreste Margarucci, medico italiano († 1959)
- 1868 - August Natterer, pittore tedesco († 1933)
- 1868 - Gustavo Semmola, politico italiano († 1941)
- 1868 - Emanuele Virgilio, vescovo cattolico italiano († 1923)
- 1869 - Emil Hertzka, editore musicale ungherese († 1932)
- 1869 - Aurelia Josz, educatrice e scrittrice italiana († 1944)
- 1869 - Frank Weed, attore statunitense († 1944)
- 1870 - Carrie Ingalls, statunitense († 1946)
- 1871 - Augusta Holtz, supercentenaria tedesca († 1986)
- 1871 - Hàm Nghi, imperatore vietnamita († 1943)
- 1872 - Domenico Fioritto, politico italiano († 1952)
- 1872 - Christian Schreiber, vescovo cattolico tedesco († 1933)
- 1873 - Carlo Citerni, generale e esploratore italiano († 1918)
- 1875 - Antonio Camaur, scultore e pittore italiano († 1919)
- 1877 - Carlo Canepa, politico italiano († 1948)
- 1878 - Karl Feldmüller, calciatore austriaco († 1962)
- 1878 - Felice Ferrari Pallavicino, prefetto e politico italiano († 1950)
- 1878 - James Flanagan, canottiere statunitense († 1937)
- 1878 - Dick Grant, maratoneta statunitense († 1958)
- 1878 - Charles Joughin, cuoco inglese († 1956)
- 1879 - Georges Leuillieux, nuotatore e pallanuotista francese († 1950)
- 1881 - Élie Blanchard, giocatore di lacrosse canadese († 1941)
- 1882 - Alfonso Arena, ufficiale italiano († 1929)
- 1882 - Alojz Gradnik, poeta sloveno († 1967)
- 1882 - Vilém Mathesius, linguista ceco († 1945)
- 1883 - Carlo Montuori, direttore della fotografia italiano († 1968)
- 1884 - Rosario Assanti, generale italiano († 1960)
- 1884 - Georges Boillot, pilota automobilistico e aviatore francese († 1916)
- 1884 - Josias Braun-Blanquet, botanico svizzero († 1980)
- 1884 - Constant Feith, calciatore olandese († 1958)
- 1884 - Louis Gruenberg, compositore e musicista russo († 1964)
- 1884 - Armand Lenoir, ciclista su strada belga († 1967)
- 1885 - Annibale Pizzarelli, musicista e direttore di coro italiano († 1973)
- 1886 - Edward Dahl, mezzofondista svedese († 1961)
- 1886 - Vera Fokina, ballerina russa († 1958)
- 1886 - Helen Freeman, attrice statunitense († 1960)
- 1887 - Rupert Brooke, poeta e militare britannico († 1915)
- 1887 - Italo Oxilia, antifascista italiano († 1971)
- 1887 - Angelo Scatolone, militare italiano († 1916)
- 1888 - Allen Holubar, attore, regista e sceneggiatore statunitense († 1923)
- 1888 - August Kubizek, direttore d'orchestra e scrittore austriaco († 1956)
- 1888 - Friedrich-Wilhelm von Loeper, generale tedesco († 1983)
- 1889 - Dardano Fenulli, generale e partigiano italiano († 1944)
- 1889 - Herbert Heyes, attore statunitense († 1958)
- 1890 - Flaminio Avet, ufficiale e aviatore italiano († 1928)
- 1890 - Celso Calvetti, politico italiano († 1986)
- 1890 - Louis Charavel, pilota automobilistico francese († 1980)
- 1890 - Charles Edison, politico statunitense († 1969)
- 1890 - Matilde Huici, avvocata e pedagoga spagnola († 1965)
- 1890 - Konstantin Stepanovič Mel'nikov, architetto e pittore russo († 1974)
- 1891 - Benedetto Carratelli, avvocato e politico italiano († 1966)
- 1891 - Giulio Crocco, calciatore italiano
- 1891 - Ed Fitzgerald, hockeista su ghiaccio statunitense († 1966)
- 1891 - Leslie Henson, attore teatrale, produttore teatrale e regista britannico († 1957)
- 1891 - Marguerite Nichols, attrice statunitense († 1941)
- 1892 - Alfredo Belluomini, architetto e ingegnere italiano († 1964)
- 1892 - Rodolfo Debenedetti, ingegnere e imprenditore italiano († 1991)
- 1892 - Carl August Ehrensvärd, generale svedese († 1974)
- 1892 - William Jeffrey, allenatore di calcio scozzese († 1966)
- 1893 - Aleksandr Vasil'evič Gаuk, direttore d'orchestra e compositore sovietico († 1963)
- 1893 - Felix Tarbuk von Sensenhorst, militare austriaco († 1982)
- 1894 - Harry Heilmann, giocatore di baseball statunitense († 1951)
- 1894 - Édouard Macquart, calciatore francese († 1983)
- 1894 - Carlo Stuparich, scrittore e patriota italiano († 1916)
- 1895 - Mario Actis Perinetti, politico italiano († 1988)
- 1896 - Gerry Geran, hockeista su ghiaccio statunitense († 1981)
- 1896 - Iona Jakir, generale sovietico († 1937)
- 1896 - Nicola Nisco, militare italiano († 1916)
- 1896 - Maurice Ransford, scenografo statunitense († 1968)
- 1897 - Francesco Battista, militare italiano († 1936)
- 1897 - Franco Brenni, avvocato, notaio e ambasciatore svizzero († 1963)
- 1897 - Domingo Careaga, calciatore spagnolo († 1947)
- 1897 - Gabriel Acacius Coussa, cardinale e arcivescovo cattolico siriano († 1962)
- 1897 - Johánnes Gunnarsson, vescovo cattolico islandese († 1972)
- 1898 - Ildebrando Antoniutti, cardinale e arcivescovo cattolico italiano († 1974)
- 1898 - Gianlorenzo Centi Colella, politico italiano
- 1898 - Padre Adam, monaco cristiano tedesco († 1996)
- 1898 - Otto Preißecker, pattinatore artistico su ghiaccio austriaco († 1963)
- 1899 - Louis Chiron, pilota automobilistico monegasco († 1979)
- 1899 - Jean Cugnot, pistard francese († 1933)
- 1899 - William Harold Hutt, economista inglese († 1988)
- 1899 - Hans Kalb, calciatore tedesco († 1945)
- 1899 - Romolo Turra, calciatore italiano († 1942)
- 1900 - Fernand Canteloube, ciclista su strada francese († 1976)
- 1900 - Jacqueline Gadsden, attrice statunitense († 1986)
- 1900 - Umberto Klinger, aviatore, politico e imprenditore italiano († 1971)
- 1900 - Ernie Pyle, giornalista statunitense († 1945)
- 1900 - Heinrich Schönfeld, allenatore di calcio e calciatore austriaco († 1976)
- 1900 - John Scopes, insegnante statunitense († 1970)

## XX secolo(887)
- 1901 - Casiano Chavarría, calciatore boliviano
- 1901 - Enrico Glori, attore italiano († 1966)
- 1901 - Pavel Mif, rivoluzionario, storico e economista sovietico († 1939)
- 1901 - John C. Stennis, politico statunitense († 1995)
- 1901 - Stefan Wyszyński, cardinale e arcivescovo cattolico polacco († 1981)
- 1902 - David Buttolph, compositore statunitense († 1983)
- 1902 - Ernie Harper, maratoneta e mezzofondista britannico († 1979)
- 1902 - Regina Jonas, rabbino e educatrice tedesca († 1944)
- 1902 - Martin Noth, ebraista tedesco († 1968)
- 1902 - Marija Vasil'evna Oktjabr'skaja, militare sovietica († 1944)
- 1902 - Gioacchino Pasqualini, violinista italiano († 1985)
- 1902 - Tina Xeo, attrice italiana († 1992)
- 1903 - Adrienne Ames, attrice statunitense († 1947)
- 1903 - Habib Bourguiba, politico tunisino († 2000)
- 1903 - Vittorio Ieralla, attivista italiano († 1982)
- 1903 - Fahri Korutürk, militare e politico turco († 1987)
- 1903 - Sumiyuki Kotani, judoka e lottatore giapponese († 1991)
- 1903 - Nicola di Romania, principe rumeno († 1978)
- 1903 - Charlotte Radcliffe, nuotatrice britannica († 1979)
- 1903 - Ezio Vanoni, economista e politico italiano († 1956)
- 1904 - Lorenzo Bessone, missionario e vescovo cattolico italiano († 1976)
- 1904 - Fabio Cusin, storico italiano († 1955)
- 1904 - Nicola Grosa, antifascista e partigiano italiano († 1978)
- 1904 - Aribert Mog, attore tedesco († 1941)
- 1904 - Dolores del Río, attrice e ballerina messicana († 1983)
- 1904 - Clifford D. Simak, scrittore, giornalista e autore di fantascienza statunitense († 1988)
- 1904 - Michel Vaucaire, paroliere francese († 1980)
- 1904 - Lauri Virtanen, mezzofondista e maratoneta finlandese († 1982)
- 1905 - Giovanni Albera, calciatore italiano († 1973)
- 1905 - Dürriye Sultan, principessa ottomana († 1922)
- 1905 - Antonio Forniz, partigiano, giornalista e storico italiano († 1984)
- 1905 - Franz König, cardinale e arcivescovo cattolico austriaco († 2004)
- 1905 - Maggie Kuhn, attivista statunitense († 1995)
- 1905 - Horacio Muñoz, calciatore cileno († 1976)
- 1906 - John H. Auer, regista e produttore cinematografico ungherese († 1975)
- 1906 - Albert Balink, regista e giornalista olandese († 1976)
- 1906 - Pierre Benoit, religioso francese († 1987)
- 1906 - Émile Bulteel, pallanuotista francese († 1978)
- 1906 - Alexandre Trauner, scenografo ungherese († 1993)
- 1906 - Aldo Vollono, calciatore italiano († 1946)
- 1907 - Efraín Amézcua, calciatore messicano
- 1907 - Lawrence Brown, trombonista statunitense († 1988)
- 1907 - Henri De Deken, calciatore belga († 1960)
- 1907 - Ferdinando Mezzasoma, politico e giornalista italiano († 1945)
- 1907 - Ivan Motika, partigiano, politico e avvocato jugoslavo († 1999)
- 1907 - Alfredo Polacci, paroliere e compositore italiano († 1998)
- 1907 - Irene Tedrow, attrice statunitense († 1995)
- 1908 - Guido Cortese, avvocato e politico italiano († 1964)
- 1908 - Birgit Cullberg, coreografa svedese († 1999)
- 1908 - Ernesto Geisel, generale e politico brasiliano († 1996)
- 1909 - Sergio Abate, militare italiano († 1936)
- 1909 - Eduard Hundt, calciatore tedesco († 2002)
- 1909 - Neal Elgar Miller, psichiatra statunitense († 2002)
- 1909 - Walter Van Tilburg Clark, scrittore e poeta statunitense († 1971)
- 1910 - Esteban Arrizabalo, calciatore spagnolo († 1976)
- 1911 - Pierina Gilli, mistica e veggente italiana († 1991)
- 1912 - Roberto Curcio, pentatleta italiano († 1992)
- 1912 - Jacques Dupuis, etnografo francese († 1997)
- 1912 - Fritz Hellwig, politico tedesco († 2017)
- 1912 - Lea Quaretti, scrittrice italiana († 1981)
- 1912 - Adriano Rimoldi, attore italiano († 1965)
- 1912 - Otto Siffling, calciatore tedesco († 1939)
- 1913 - Harold Cagle, velocista statunitense († 1977)
- 1914 - José González, cestista cileno
- 1914 - Mark Kac, matematico e statistico polacco († 1984)
- 1914 - Gianni Pieropan, storico, scrittore e alpinista italiano († 2000)
- 1914 - Lucio Susmel, ecologo italiano († 2006)
- 1915 - Marino Boldrin, imprenditore e dirigente sportivo italiano († 2000)
- 1915 - Vittorio Castelnuovo, cantautore e fisarmonicista svizzero († 2005)
- 1915 - Roman Fischer, schermidore austriaco
- 1915 - Mario Francescatto, militare italiano († 1940)
- 1915 - Donald Griffin, etologo e zoologo statunitense († 2003)
- 1915 - John Loaring, ostacolista e velocista canadese († 1969)
- 1915 - Louise Platt, attrice statunitense († 2003)
- 1916 - Giovanni Cattaneo, militare italiano († 1943)
- 1916 - Hertha Feiler, attrice austriaca († 1970)
- 1916 - Giorgina Grossi, pesista e discobola italiana († 1971)
- 1916 - José Manuel Moreno, calciatore argentino († 1978)
- 1916 - Giuseppe Romanato, politico italiano († 1985)
- 1916 - Vittorio Zaccaria, filologo e critico letterario italiano († 2015)
- 1917 - Rudolf Gnägi, politico svizzero († 1985)
- 1917 - Antonio Lauro, compositore e chitarrista venezuelano († 1986)
- 1917 - Salvatore Puglisi Cosentino, imprenditore italiano († 1994)
- 1918 - Olivier Alain, organista, pianista e compositore francese († 1994)
- 1918 - Maria Aurèlia Capmany i Farnés, scrittrice spagnola († 1991)
- 1918 - Sidney Gottlieb, chimico statunitense († 1999)
- 1918 - Larry Haines, attore statunitense († 2008)
- 1918 - Eddie Jefferson, cantante statunitense († 1979)
- 1918 - Giovanni Pirelli, scrittore e partigiano italiano († 1973)
- 1918 - Alberto Stefani, politico svizzero († 2006)
- 1919 - Mario Filippo, calciatore argentino
- 1919 - Zilda Paim, scrittrice, insegnante e pittrice brasiliana († 2013)
- 1919 - Rudolf Schönbeck, calciatore tedesco († 2003)
- 1919 - Alfredo Spadavecchia, calciatore italiano († 1984)
- 1920 - Wilf Grant, allenatore di calcio e calciatore inglese († 1990)
- 1920 - P. D. James, scrittrice, funzionaria e politica britannica († 2014)
- 1920 - Maria Karnilova, attrice, cantante e ballerina statunitense († 2001)
- 1920 - Marilyn Maxwell, attrice statunitense († 1972)
- 1920 - William "Rip" Robertson, agente segreto statunitense († 1970)
- 1920 - Alexander Schure, imprenditore, regista cinematografico e produttore cinematografico statunitense († 2009)
- 1921 - Richard Adler, paroliere, compositore e autore televisivo statunitense († 2012)
- 1921 - Silvio Bonfante, partigiano italiano († 1944)
- 1921 - Frank De Felitta, scrittore e regista statunitense († 2016)
- 1921 - Pietro Ferreira, partigiano italiano († 1945)
- 1922 - Ettore Bertoni, calciatore italiano († 2017)
- 1922 - Avtandil Ghoghoberidze, calciatore sovietico († 1980)
- 1922 - Martha Holliday, attrice e ballerina statunitense († 1970)
- 1922 - Elmore Morgenthaler, cestista statunitense († 1997)
- 1923 - Jean Hagen, attrice statunitense († 1977)
- 1923 - Guy Huguet, calciatore francese († 1991)
- 1923 - Anne Klein, stilista statunitense († 1974)
- 1923 - Aage Larsen, canottiere danese († 2016)
- 1923 - Antonio Pallante, terrorista italiano († 2022)
- 1923 - Humberto Saavedra, calciatore boliviano
- 1923 - Shenuda III di Alessandria, vescovo cristiano orientale e teologo egiziano († 2012)
- 1924 - Anatolij Aleksin, scrittore, poeta e drammaturgo russo († 2017)
- 1924 - Walter Fusi, pittore italiano († 2013)
- 1924 - Karl Gotch, wrestler e lottatore belga († 2007)
- 1924 - Jean Gruault, sceneggiatore e attore francese († 2015)
- 1924 - Marshall Hawkins, cestista statunitense († 2010)
- 1924 - Piero Ottone, giornalista e scrittore italiano († 2017)
- 1924 - Max van der Stoel, politico olandese († 2011)
- 1924 - Leon Uris, scrittore e sceneggiatore statunitense († 2003)
- 1925 - Angelo Carvalho, calciatore portoghese († 2008)
- 1925 - Robert Howe, tennista australiano († 2004)
- 1925 - Marv Levy, allenatore di football americano statunitense
- 1925 - Mario Pirani, giornalista, economista e scrittore italiano († 2015)
- 1925 - Carlo Pucci, matematico italiano († 2003)
- 1925 - Alain Touraine, sociologo francese († 2023)
- 1926 - Rushdy Abaza, attore, sceneggiatore e produttore cinematografico egiziano († 1980)
- 1926 - Maurice Auslander, matematico statunitense († 1996)
- 1926 - Tony Bennett, cantante statunitense († 2023)
- 1926 - Onofrio Bramante, pittore e fumettista italiano († 2000)
- 1926 - Loris Campana, pistard italiano († 2015)
- 1926 - Giuseppe Campos Venuti, urbanista e politico italiano († 2019)
- 1926 - Mario Gallorini, pittore e ceramista italiano († 2013)
- 1926 - Nino Malinverni, calciatore italiano († 2013)
- 1926 - Antonio Nuzzi, arcivescovo cattolico italiano († 2016)
- 1926 - Anthony Sampson, scrittore e giornalista britannico († 2004)
- 1926 - Gordon Scott, attore statunitense († 2007)
- 1927 - Enrique Pinilla, compositore, direttore d'orchestra e critico musicale peruviano († 1989)
- 1927 - Giorgio Amelio Roccamonte, scultore italiano († 1980)
- 1927 - Elliot Silverstein, regista e produttore cinematografico statunitense († 2023)
- 1928 - Cécile Aubry, attrice e sceneggiatrice francese († 2010)
- 1928 - Luigi Biffi, pittore e illustratore italiano († 1994)
- 1928 - James B. Harris, sceneggiatore, produttore cinematografico e regista statunitense
- 1928 - Arrigo Lora Totino, artista e poeta italiano († 2016)
- 1928 - Henning Moritzen, attore danese († 2012)
- 1928 - Tian Hua, attrice cinese
- 1929 - Giancarlo Gentilini, politico italiano († 2025)
- 1929 - Geoff Heskett, cestista australiano († 2023)
- 1929 - Zdzisław Krzyszkowiak, siepista e mezzofondista polacco († 2003)
- 1929 - Bethel Leslie, attrice statunitense († 1999)
- 1930 - Giuseppe Bagliani, calciatore italiano († 2001)
- 1930 - Luigi Brugola, calciatore italiano († 2007)
- 1930 - Silvio Buzzi, oncologo e neurologo italiano († 2009)
- 1930 - Franco Escoffiér, giornalista e scrittore italiano († 1995)
- 1930 - Alessandro Martinengo, ispanista italiano († 2021)
- 1930 - Dino Piana, musicista e trombonista italiano († 2023)
- 1930 - Joachim Poon, cestista taiwanese († 2021)
- 1931 - Alfredo Avantifiori, compositore, pianista e paroliere italiano († 2023)
- 1931 - Mauro Gianneschi, ciclista su strada italiano († 2016)
- 1931 - Gianni Musy, attore e doppiatore italiano († 2011)
- 1931 - Vladimir Trusenëv, discobolo sovietico († 2001)
- 1931 - Paolo Vallorz, pittore italiano († 2017)
- 1932 - Bob Carney, cestista statunitense († 2011)
- 1932 - Neville Stephen D'Souza, calciatore indiano († 1980)
- 1932 - Lajos Faragó, calciatore ungherese († 2019)
- 1932 - Laura Lepetit, editrice italiana († 2021)
- 1932 - Pier Luigi Mazzoni, arcivescovo cattolico italiano († 2012)
- 1933 - Pietro Derossi, architetto e teorico dell'architettura italiano
- 1933 - Vittorio Fagone, critico d'arte italiano († 2018)
- 1933 - Vera Katz, politica statunitense († 2017)
- 1933 - Jorge Lavat, attore messicano († 2011)
- 1934 - William Assandri, fisarmonicista italiano († 2002)
- 1934 - Haystacks Calhoun, wrestler statunitense († 1989)
- 1934 - Jonas Malheiro Savimbi, politico, generale e guerrigliero angolano († 2002)
- 1934 - Giacomo Schettini, politico italiano
- 1934 - Grace Wahba, statistica statunitense
- 1935 - Omero Antonutti, attore e doppiatore italiano († 2019)
- 1935 - Maria Bieșu, soprano moldavo († 2012)
- 1935 - Elsa Cárdenas, attrice messicana
- 1935 - Catherine Lalumière, politica francese
- 1935 - Georgij Stepanovič Šonin, cosmonauta sovietico († 1997)
- 1935 - Ferenc Török, ex pentatleta ungherese
- 1936 - Gianfranco Bozzao, calciatore e allenatore di calcio italiano († 2019)
- 1936 - Franco Brondi, pugile italiano († 2010)
- 1936 - Judy Coble, ex cestista statunitense
- 1936 - Erich Hof, calciatore e allenatore di calcio austriaco († 1995)
- 1936 - Luciano Masiero, calciatore italiano († 2002)
- 1936 - Edward Petherbridge, attore inglese
- 1936 - Paolo Ramat, glottologo italiano
- 1937 - Steven Berkoff, attore, regista e commediografo britannico
- 1937 - Roland Burris, politico statunitense
- 1937 - Décio Crespo, calciatore brasiliano († 2019)
- 1937 - Richard Foronjy, attore statunitense († 2024)
- 1937 - Andrés Gimeno, tennista spagnolo († 2019)
- 1937 - Josef Haas, fondista svizzero († 2024)
- 1937 - Patricio Manns, cantautore, poeta e scrittore cileno († 2021)
- 1937 - Vincenzo Maranghi, banchiere italiano († 2007)
- 1937 - Giuseppe Migliari, pugile italiano
- 1937 - Dener Pamplona de Abreu, stilista brasiliano († 1978)
- 1938 - Remo Bodei, filosofo italiano († 2019)
- 1938 - Ingrid Caven, attrice e cantante tedesca
- 1938 - Marisa Grisotto, cestista italiana († 2013)
- 1938 - Philippe Lejeune, saggista francese
- 1938 - George Memmoli, attore statunitense († 1985)
- 1938 - Shizue Miyabe, ex nuotatrice giapponese
- 1938 - Dino Panzanato, calciatore e allenatore di calcio italiano († 2019)
- 1938 - Joe Ruklick, cestista statunitense († 2020)
- 1938 - Terry Wogan, conduttore televisivo e conduttore radiofonico irlandese († 2016)
- 1939 - Francesco D'Onofrio, politico e giurista italiano
- 1939 - Dario De Grassi, attore e doppiatore italiano († 2013)
- 1939 - Delcy Ellender Marques, ex cestista brasiliana
- 1939 - Jimmy Nicol, batterista britannico
- 1939 - Vito Rallo, compositore di scacchi italiano († 2025)
- 1939 - George M. Whitesides, chimico statunitense
- 1940 - Lance Alworth, ex giocatore di football americano statunitense
- 1940 - Carlo Carfagna, chitarrista, compositore e musicologo italiano
- 1940 - Luigi Cipriani, politico, attivista e sindacalista italiano († 1992)
- 1940 - Pierre Le Mellec, ciclista su strada francese
- 1940 - Roscoe Mitchell, sassofonista, flautista e compositore statunitense
- 1940 - Martin Sheen, attore e produttore cinematografico statunitense
- 1941 - Rubén Adorno, ex cestista portoricano
- 1941 - Federico Enriques, editore e politico italiano
- 1941 - Hage Geingob, politico namibiano († 2024)
- 1941 - Franco Menichelli, ex ginnasta e allenatore di ginnastica artistica italiano
- 1941 - János Rácz, cestista ungherese († 2023)
- 1941 - Grzegorz Rosinski, fumettista e pittore polacco
- 1941 - Martha Stewart, conduttrice televisiva statunitense
- 1941 - Robert Thurman, saggista, orientalista e monaco buddhista statunitense
- 1941 - Adriano Vignali, politico italiano
- 1941 - James Yorke, matematico e fisico statunitense
- 1942 - Piero Gilardi, scultore italiano († 2023)
- 1942 - Alberto Papuzzi, giornalista e saggista italiano († 2022)
- 1942 - Leena Saraste, fotografa finlandese
- 1942 - Hugo Simon, cavaliere austriaco
- 1943 - Paul Aimson, calciatore inglese († 2008)
- 1943 - Carmelo Amas, ex calciatore spagnolo
- 1943 - Béla Bollobás, matematico ungherese
- 1943 - Francesco Bortolini, regista e giornalista italiano († 2016)
- 1943 - Sergio Liani, ex ostacolista italiano
- 1943 - Steven Millhauser, scrittore statunitense
- 1943 - Tom Moore, regista cinematografico, regista televisivo e regista teatrale statunitense
- 1943 - Roberto Speciale, politico italiano
- 1943 - Yoshiko Watanabe, fumettista, animatrice e illustratrice giapponese
- 1943 - Cristina di Svezia, principessa svedese
- 1944 - Nino Bravo, cantante spagnolo († 1973)
- 1944 - Dejan Dabović, pallanuotista e allenatore di pallanuoto jugoslavo († 2020)
- 1944 - Vito Gamberale, dirigente d'azienda e dirigente pubblico italiano
- 1944 - Allan Gilliver, ex calciatore inglese
- 1944 - Antonius Lambertus Maria Hurkmans, vescovo cattolico olandese
- 1944 - Cas Janssens, calciatore olandese († 2024)
- 1944 - Giovanni Polara, latinista italiano
- 1944 - Manuel Toharia, divulgatore scientifico e saggista spagnolo
- 1945 - Henry Bean, regista, sceneggiatore e produttore cinematografico statunitense
- 1945 - Eamon Dunphy, giornalista, personaggio televisivo e ex calciatore irlandese
- 1945 - Milan Đuričić, allenatore di calcio e ex calciatore jugoslavo
- 1945 - Michel Jasmin, conduttore radiofonico e conduttore televisivo canadese
- 1945 - Jim Reid, ex cestista statunitense
- 1946 - Emanuele Banfi, glottologo, linguista e bizantinista italiano
- 1946 - Domenico Benedetti Valentini, politico italiano
- 1946 - Nikolaj Burljaev, attore, regista e sceneggiatore russo
- 1946 - Jim Duncan, giocatore di football americano statunitense († 1972)
- 1946 - Petko Petkov, calciatore e allenatore di calcio bulgaro († 2020)
- 1946 - Jack Straw, politico britannico
- 1946 - Jacques Teugels, calciatore belga († 2024)
- 1946 - Syreeta Wright, cantante e paroliera statunitense († 2004)
- 1947 - Sol Katz, geografo e informatico statunitense († 1999)
- 1947 - Francisco José Lombardi, regista peruviano
- 1947 - José Alberto Pérez, ex calciatore argentino
- 1947 - Dick Pope, direttore della fotografia britannico († 2024)
- 1947 - Tadahiko Ueda, calciatore giapponese († 2015)
- 1947 - Ralph Wright, calciatore inglese († 2020)
- 1948 - Mauro Cerioni, ex cestista italiano
- 1948 - Enzo Fragalà, avvocato e politico italiano († 2010)
- 1948 - Leon Ichaso, regista cubano († 2023)
- 1948 - Péter Juhász, calciatore ungherese († 2024)
- 1948 - Antoni Macierewicz, politico, storico e pubblicista polacco
- 1948 - Mauro Mariani, biologo italiano
- 1948 - Jean-Pierre Raffarin, politico francese
- 1949 - Bernard Grosfilley, sciatore alpino francese († 2020)
- 1949 - Brian McCutcheon, allenatore di hockey su ghiaccio e ex hockeista su ghiaccio canadese
- 1949 - Rich Rinaldi, ex cestista statunitense
- 1949 - Valerij Vasil'ev, hockeista su ghiaccio sovietico († 2012)
- 1950 - Waldemar Cierpinski, ex maratoneta tedesco
- 1950 - John Landis, regista, sceneggiatore e attore statunitense
- 1950 - Dinu Patriciu, politico, imprenditore e architetto rumeno († 2014)
- 1950 - Jo Marie Payton, attrice statunitense
- 1950 - Stefano Pivato, storico e saggista italiano
- 1950 - Felice Pizzuti, economista italiano
- 1950 - Ernesto Samper, politico e economista colombiano
- 1951 - Gherardo Amadei, psichiatra e psicoanalista italiano († 2016)
- 1951 - Paolo Bertolucci, ex tennista e commentatore televisivo italiano
- 1951 - Giorgio Calabrese, medico e nutrizionista italiano
- 1951 - Marcel Dionne, ex hockeista su ghiaccio canadese
- 1951 - Ivan Lepičev, allenatore di pallacanestro bulgaro
- 1951 - Bradford May, regista e direttore della fotografia statunitense
- 1951 - Jay North, attore statunitense († 2025)
- 1951 - José Pujol, ex nuotatore spagnolo
- 1951 - Hans Schlegel, astronauta e fisico tedesco
- 1952 - Osvaldo Ardiles, ex calciatore e allenatore di calcio argentino
- 1952 - Pier Vittorio Buffa, giornalista e scrittore italiano
- 1952 - Angelo Castronaro, allenatore di calcio e ex calciatore italiano
- 1952 - Ido Cremasco, allenatore di calcio e ex calciatore belga
- 1952 - Lee Ok-ja, ex cestista sudcoreana
- 1952 - Maria Giovanna Maglie, saggista, opinionista e giornalista italiana († 2023)
- 1952 - Thomas Munkelt, ex ostacolista tedesco
- 1952 - Ihor Voz'njak, arcivescovo cattolico ucraino
- 1953 - Ian Bairnson, chitarrista britannico († 2023)
- 1953 - Anna Laura Braghetti, terrorista e brigatista italiana
- 1953 - Marlene Dumas, artista e pittrice sudafricana
- 1953 - Bob Gross, ex cestista statunitense
- 1953 - Shéu Han, ex calciatore portoghese
- 1953 - Gianni Possio, compositore italiano
- 1953 - Lucia Travaini, numismatica italiana
- 1953 - Eberhard Weise, bobbista tedesco
- 1954 - Valerio Agostini, compositore di scacchi italiano
- 1954 - Juan Antonio Corbalán, ex cestista spagnolo
- 1954 - Gianfranco Goria, fumettista e traduttore italiano
- 1954 - Gianfranco Librandi, politico italiano
- 1954 - Issicka Ouattara, calciatore burkinabè († 1990)
- 1954 - Enea Riboldi, disegnatore e illustratore italiano († 2025)
- 1954 - Lothar Woelk, ex calciatore tedesco
- 1955 - Craig Blomberg, biblista statunitense
- 1955 - Pierantonio Bortot, calciatore italiano († 2013)
- 1955 - Corey Burton, doppiatore statunitense
- 1955 - Gordon Davies, ex calciatore gallese
- 1955 - Annad Obid, ex calciatore iracheno
- 1955 - Andrea Ronchi, politico italiano
- 1955 - Siegfried Selberherr, ingegnere austriaco
- 1955 - Wilson Washington, ex cestista statunitense
- 1955 - Renate Weber, politica e avvocatessa rumena
- 1955 - Beatrice Weder di Mauro, economista e imprenditrice svizzera
- 1956 - Ian Crichton, chitarrista canadese
- 1956 - Luis Fernando Intriago Páez, presbitero ecuadoriano
- 1956 - Nicola Salerno, dirigente sportivo italiano
- 1956 - Kurt Thiim, pilota automobilistico danese
- 1957 - Walter Pagani, ex cestista e dirigente sportivo uruguaiano
- 1957 - Luciano Pedullà, allenatore di pallavolo italiano
- 1957 - Bodo Rudwaleit, allenatore di calcio e ex calciatore tedesco
- 1958 - Tito Boeri, economista italiano
- 1958 - Pietro Fazzi, politico italiano
- 1958 - Bettine Jahn, ex ostacolista tedesca
- 1958 - Satoshi Kataoka, goista giapponese
- 1958 - Claudio Miccoli, ambientalista italiano († 1978)
- 1958 - Augusto Minzolini, giornalista, politico e opinionista italiano
- 1958 - Aleksandr Nevzorov, politico e regista russo
- 1958 - Kevin Rodney Sullivan, attore e regista statunitense
- 1958 - Giorgio Terruzzi, giornalista e scrittore italiano
- 1958 - Lambert Wilson, attore, cantante e doppiatore francese
- 1959 - Martin Atkins, batterista inglese
- 1959 - Roberto Cavosi, drammaturgo e regista teatrale italiano
- 1959 - Rocco Crimi, politico italiano
- 1959 - Mike Gminski, ex cestista statunitense
- 1959 - Simon Keenlyside, baritono inglese
- 1959 - Luca Marconi, politico italiano
- 1959 - John C. McGinley, attore e produttore cinematografico statunitense
- 1959 - Stefanos Miltsakakis, artista marziale e attore greco († 2019)
- 1959 - Diamantino Miranda, allenatore di calcio e ex calciatore portoghese
- 1959 - Giuseppe Raffa, politico italiano
- 1959 - Kōichi Tanaka, chimico e ingegnere giapponese
- 1959 - Ašot Xačatryan, allenatore di calcio e ex calciatore sovietico
- 1959 - Janusz Zarenkiewicz, ex pugile polacco
- 1960 - Antonello Antinoro, politico e medico italiano
- 1960 - Esteban Camisassa, ex cestista argentino
- 1960 - Mariana Constantin, ex ginnasta rumena
- 1960 - Cinzia Flamigni, ex pallavolista italiana
- 1960 - Øivind Husby, ex calciatore norvegese
- 1960 - Tim Mayotte, ex tennista statunitense
- 1960 - Alan Mouchawar, ex pallanuotista statunitense
- 1960 - Kim Milton Nielsen, ex arbitro di calcio danese
- 1960 - Ivano Zanatta, allenatore di hockey su ghiaccio e ex hockeista su ghiaccio canadese
- 1961 - Massimo Constantini, giocatore di curling italiano
- 1961 - Molly Hagan, attrice statunitense
- 1961 - Anna Hoekstra, ex cestista olandese
- 1961 - Naomichi Matsumoto, medico e genetista giapponese
- 1961 - Diego Pastori, ex cestista, dirigente sportivo e allenatore di pallacanestro italiano
- 1961 - Shelley Taylor-Smith, ex nuotatrice australiana
- 1962 - Doris Bures, politica austriaca
- 1962 - Ahmet Çakar, ex arbitro di calcio e giornalista turco
- 1962 - Daniele Conti, ex calciatore italiano
- 1962 - Andrea Cozzolino, politico italiano
- 1962 - György Freppán, ex calciatore e ex giocatore di calcio a 5 ungherese
- 1962 - Abdo Khal, scrittore saudita
- 1962 - Walter Kirn, scrittore statunitense
- 1962 - Tiina Lehtola, ex saltatrice con gli sci e calciatrice finlandese
- 1962 - Bryan Leturgez, bobbista statunitense
- 1962 - Stephen Marmion Lowe, vescovo cattolico neozelandese
- 1962 - Fátima Noya, doppiatrice e attrice teatrale brasiliana
- 1962 - Tsutomu Sakamoto, ex pistard giapponese
- 1962 - Willie Simmons, ex cestista statunitense
- 1962 - Alberto Tous, ex tennista spagnolo
- 1963 - Lisa Ann Walter, attrice statunitense
- 1963 - Tasmin Archer, cantante britannica
- 1963 - Graham Arnold, allenatore di calcio e ex calciatore australiano
- 1963 - Frano Botica, ex rugbista a 13, rugbista a 15 e allenatore di rugby a 15 neozelandese
- 1963 - Gerardo Canfora, ingegnere italiano
- 1963 - Aivars Drupass, calciatore lettone († 1999)
- 1963 - Giovanni Francini, ex calciatore italiano
- 1963 - James Hetfield, cantautore, chitarrista e compositore statunitense
- 1963 - Anna Hollós, ex cestista ungherese
- 1963 - Carlo Imperato, attore statunitense
- 1963 - David Knox, ex rugbista a 15 e allenatore di rugby a 15 australiano
- 1963 - Livio Magoni, allenatore di sci alpino italiano
- 1963 - Libor Pimek, ex tennista cecoslovacco
- 1963 - Dino Scuderi, pianista, compositore e direttore d'orchestra italiano
- 1963 - Arve Svorkmo, ex calciatore norvegese
- 1963 - Isaiah Washington, attore statunitense
- 1964 - Andrés Lucero González, ex calciatore spagnolo
- 1964 - Eyüp Can, ex pugile turco
- 1964 - Lucky Dube, cantante sudafricano († 2007)
- 1964 - Annick Girardin, politica francese
- 1964 - Joan Higginbotham, ex astronauta statunitense
- 1964 - David Marraud, allenatore di calcio e ex calciatore francese
- 1964 - Nate McMillan, allenatore di pallacanestro e ex cestista statunitense
- 1964 - Zīsīs Mpampanasīs, schermidore greco
- 1964 - Amery Smith, batterista statunitense
- 1964 - Abhisit Vejjajiva, politico thailandese
- 1964 - Elles Voskes, ex nuotatrice olandese
- 1964 - Ye Qiaobo, ex pattinatrice di velocità su ghiaccio cinese
- 1965 - Robertino Jelovčić, allenatore di calcio a 5 e ex giocatore di calcio a 5 croato
- 1965 - Jo Kwan-woo, cantautore e attore sudcoreano
- 1965 - Jordi Sans, ex pallanuotista spagnolo
- 1965 - Mark Stent, produttore discografico britannico
- 1965 - Jesmond Zerafa, allenatore di calcio e ex calciatore maltese
- 1966 - Eric Esch, ex pugile e kickboxer statunitense
- 1966 - Stefan Kruger, ex tennista sudafricano
- 1966 - Marco Mellino, vescovo cattolico italiano
- 1966 - Guillaume Nicloux, regista, scrittore e sceneggiatore francese
- 1966 - Svenja Pages, attrice tedesca
- 1966 - Maurizio Pugno, chitarrista italiano
- 1966 - Raffaele Quaranta, allenatore di calcio e ex calciatore italiano
- 1966 - Samuel Quina, ex calciatore portoghese
- 1966 - Natalia Ramírez, attrice colombiana
- 1966 - Greg Ray, ex pilota automobilistico statunitense
- 1966 - Nick Sandow, attore, produttore televisivo e drammaturgo statunitense
- 1967 - Jim Black, batterista statunitense
- 1967 - Frank Bleckmann, ex schermidore tedesco
- 1967 - Alex Cevallos, ex calciatore ecuadoriano
- 1967 - Skin, cantante britannica
- 1967 - Marc Garcia, pilota motociclistico francese
- 1967 - Mathieu Kassovitz, regista, sceneggiatore e attore francese
- 1967 - Camilla Nilsson, ex sciatrice alpina svedese
- 1968 - Andrew Harmon Cozzens, vescovo cattolico statunitense
- 1968 - Tom Long, attore statunitense († 2020)
- 1968 - Nelson Loyola, ex schermidore cubano
- 1968 - Angela Piarulli, politica italiana
- 1968 - Alex Shnaider, imprenditore canadese
- 1968 - Eyjólfur Sverrisson, allenatore di calcio e ex calciatore islandese
- 1968 - Fabrizio Voghera, cantante e attore italiano
- 1968 - Ornela Vorpsi, scrittrice, pittrice e fotografa albanese
- 1968 - Isao Yukisada, regista e sceneggiatore giapponese
- 1969 - Norman Bowman, attore britannico
- 1969 - Vira Carbone, giornalista e conduttrice televisiva italiana
- 1969 - Rafal E. Dunin-Borkowski, fisico britannico
- 1969 - Bolivia Gaytán, ex cestista messicana
- 1969 - Anne Marie Loder, attrice canadese
- 1969 - Takehiro Murozono, doppiatore giapponese
- 1969 - Yuko Oita, ex calciatrice giapponese
- 1969 - Doug Overton, ex cestista e allenatore di pallacanestro statunitense
- 1969 - Roberto Putelli, allenatore di calcio e ex calciatore italiano
- 1970 - Elizabeth Berrington, attrice britannica
- 1970 - Barbara Blanc, attrice italiana
- 1970 - Stephen Carpenter, chitarrista statunitense
- 1970 - Umberto Carteni, regista e sceneggiatore italiano
- 1970 - Gina G, cantante australiana
- 1970 - Itamar Golan, pianista israeliano
- 1970 - James Gregory, ex pentatleta statunitense
- 1970 - Thierry Neuvic, attore francese
- 1970 - Oleg Peškov, aviatore e militare russo († 2015)
- 1970 - Masahiro Sakurai, autore di videogiochi giapponese
- 1970 - Hans Smees, pilota motociclistico olandese
- 1970 - Masaharu Suzuki, ex calciatore giapponese
- 1971 - Yoshitoshi ABe, fumettista e animatore giapponese
- 1971 - Berni Álvarez, allenatore di pallacanestro e ex cestista spagnolo
- 1971 - Satoru Furuta, allenatore di pallacanestro e ex cestista giapponese
- 1971 - Alejandro García Padilla, politico portoricano
- 1971 - Joffre Lleal, ex cestista spagnolo
- 1971 - Zlatibor Lončar, medico e politico serbo
- 1971 - Wílmer López, ex calciatore costaricano
- 1971 - Issa López, sceneggiatrice, regista e produttrice cinematografica messicana
- 1971 - Pascal Renier, ex calciatore belga
- 1971 - Kazuaki Tasaka, ex calciatore giapponese
- 1972 - Massimo Bitossi, doppiatore italiano
- 1972 - Brigid Brannagh, attrice statunitense
- 1972 - Adrià Collado, attore spagnolo
- 1972 - Patrik Isaksson, cantante svedese
- 1972 - Christian Keller, ex nuotatore tedesco
- 1972 - Melissa Ponzio, attrice statunitense
- 1972 - Sébastien Verdier, fumettista francese
- 1973 - Shin'ichirō Azumi, conduttore televisivo giapponese
- 1973 - Bassi Maestro, rapper, disc jockey e beatmaker italiano
- 1973 - Steve Bein, scrittore e insegnante statunitense
- 1973 - Marica Bodrožić, scrittrice tedesca
- 1973 - Jay Cutler, culturista e imprenditore statunitense
- 1973 - DJ Subroc, disc jockey e rapper statunitense († 1993)
- 1973 - Michael Ealy, attore statunitense
- 1973 - Abdelilah Fahmi, ex calciatore marocchino
- 1973 - Ana Ivis Fernández, pallavolista cubana
- 1973 - Stephen Graham, attore britannico
- 1973 - Kurt Grote, ex nuotatore statunitense
- 1973 - Pilar Llop, magistrato e politica spagnola
- 1973 - Allegra Lusini, cantautrice, musicista e produttrice discografica italiana
- 1973 - Chris Murphy, politico e avvocato statunitense
- 1973 - Nikos Ntampizas, ex calciatore greco
- 1973 - Stefania Paccagnella, ex pallavolista italiana
- 1974 - Khalid Al-Rashaid, ex calciatore saudita
- 1974 - Daniele Amerini, ex calciatore italiano
- 1974 - Jenny Beck, attrice statunitense
- 1974 - Francisco Javier García Pimienta, allenatore di calcio e ex calciatore spagnolo
- 1974 - Michael Gray, ex calciatore inglese
- 1974 - Derek Grimm, ex cestista statunitense
- 1974 - José Gálvez Estévez, allenatore di calcio e ex calciatore spagnolo
- 1974 - Igor' Janovskij, ex calciatore russo
- 1974 - Justin Kurzel, regista australiano
- 1974 - Rodrigo Laviņš, ex hockeista su ghiaccio lettone
- 1974 - Odelín Molina, ex calciatore cubano
- 1974 - Matteo Richetti, politico italiano
- 1974 - Andreas Schifferer, ex sciatore alpino austriaco
- 1974 - Ivan Vyrypaev, attore, drammaturgo e regista polacco
- 1975 - Oleksij Arestovyč, politico, militare e psicologo ucraino
- 1975 - Felix Brych, arbitro di calcio tedesco
- 1975 - Antonio Cirillo, ex canottiere italiano
- 1975 - Aleksandr Famïlʹcev, ex calciatore kazako
- 1975 - Mavillo Gheller, allenatore di calcio e ex calciatore italiano
- 1975 - Wael Gomaa, ex calciatore egiziano
- 1975 - Hideaki Itō, attore giapponese
- 1975 - Ionuț Luțu, ex calciatore rumeno
- 1975 - Neider Morantes, ex calciatore colombiano
- 1975 - Trevor Pryce, ex giocatore di football americano statunitense
- 1975 - Freddy Schwienbacher, ex fondista italiano
- 1975 - Evika Siliņa, avvocatessa e politica lettone
- 1976 - Khamis Al-Zahrani, ex calciatore saudita
- 1976 - Hugh Allan, abate e presbitero inglese
- 1976 - Ryōko Horibe, ex cestista giapponese
- 1976 - Fredric Lundqvist, ex calciatore svedese
- 1976 - Kurt Niederstätter, ex snowboarder italiano
- 1976 - Pavel Pimienta, allenatore di pallavolo e ex pallavolista cubano
- 1977 - Jason Bent, ex calciatore canadese
- 1977 - Tom Brady, ex giocatore di football americano statunitense
- 1977 - Špela Bračun, ex sciatrice alpina slovena
- 1977 - Alíz Derekas, astronoma ungherese
- 1977 - Tómas Lemarquis, attore islandese
- 1977 - Milan Obradović, allenatore di calcio e ex calciatore serbo
- 1977 - Karima Oueslati, ex cestista tunisina
- 1977 - Óscar Pereiro, ex ciclista su strada spagnolo
- 1977 - Rui Silva, mezzofondista portoghese
- 1978 - Patrice Abanda, ex calciatore camerunese
- 1978 - Soraya Abdullah, attrice indonesiana († 2021)
- 1978 - Rati Aleksidze, ex calciatore georgiano
- 1978 - Roberto Bagalini, ex arbitro di calcio italiano
- 1978 - Collin Benjamin, allenatore di calcio e ex calciatore namibiano
- 1978 - Daniel Benmayor, regista e sceneggiatore spagnolo
- 1978 - Ellery Cairo, ex calciatore olandese
- 1978 - Tommy Dewey, attore e produttore televisivo statunitense
- 1978 - Luciano Ray Djim, ex calciatore centrafricano
- 1978 - Johnny Eduardo, artista marziale misto brasiliano
- 1978 - Alessandro Fabbri, sceneggiatore e scrittore italiano
- 1978 - Claudia Galli, attrice e doppiatrice svedese
- 1978 - Juan Carlos Higuero, ex mezzofondista spagnolo
- 1978 - Leslie Holligan, calciatore guyanese († 2007)
- 1978 - Justin Kelly, regista e sceneggiatore statunitense
- 1978 - Abisai Shiningayamwe, ex calciatore namibiano
- 1978 - Dan Tudin, allenatore di hockey su ghiaccio, dirigente sportivo e ex hockeista su ghiaccio canadese
- 1978 - Diego Zardini, politico italiano
- 1979 - Corrado Colombo, ex calciatore italiano
- 1979 - Claudio Gavillucci, arbitro di calcio italiano
- 1979 - Ciro Ginestra, allenatore di calcio e ex calciatore italiano
- 1979 - Danso Gordon, attore canadese
- 1979 - Julian Huxley, rugbista a 15 australiano
- 1979 - Igor Nascimento Soares, ex calciatore brasiliano
- 1979 - Evangeline Lilly, attrice canadese
- 1979 - Sara Masotti, attrice e cantante italiana
- 1979 - Maria Mittet, attrice, cantante e doppiatrice norvegese
- 1979 - Giuseppe Muraglia, ex ciclista su strada italiano
- 1979 - Romuald Peiser, allenatore di calcio e ex calciatore francese
- 1979 - Hope Riley, attrice statunitense
- 1979 - Aimen Rizouk, scacchista algerino
- 1979 - Suara, cantante giapponese
- 1979 - René Tórgarð, ex calciatore faroese
- 1980 - Nadia Ali, cantante statunitense
- 1980 - Elmar Baxşiyev, ex calciatore azero
- 1980 - Elena Castagnoli, conduttrice televisiva italiana
- 1980 - Aurore Erguy, attrice francese
- 1980 - E.J. Henderson, ex giocatore di football americano statunitense
- 1980 - Jukka Hildén, stuntman e personaggio televisivo finlandese
- 1980 - Albert Kraus, kickboxer olandese
- 1980 - Jordan Leopold, ex hockeista su ghiaccio statunitense
- 1980 - Roberta Mancino, modella e paracadutista italiana
- 1980 - Analía Palacios, ex cestista argentina
- 1980 - Tony Pashos, ex giocatore di football americano statunitense
- 1980 - Dimitri Petemou, calciatore francese
- 1980 - Sacha Rohmann, ex calciatore lussemburghese
- 1980 - Brandan Schieppati, cantante statunitense
- 1980 - Hannah Simone, attrice, conduttrice televisiva e modella canadese
- 1980 - Iván Zarandona, ex calciatore spagnolo
- 1981 - Ume Aoki, fumettista e illustratrice giapponese
- 1981 - Federico Bellone, regista teatrale e produttore teatrale italiano
- 1981 - David Colgan, atleta italiano
- 1981 - Sebastián Corazza, allenatore di calcio a 5 e ex giocatore di calcio a 5 argentino
- 1981 - Michelle Courtens, cantante e violoncellista olandese
- 1981 - Ebi Ere, ex cestista nigeriano
- 1981 - Omar Galeano, ex cestista uruguaiano
- 1981 - Rubén Gracia, ex calciatore spagnolo
- 1981 - Pablo Ibáñez, ex calciatore spagnolo
- 1981 - Daniel Koprivčić, ex calciatore neozelandese
- 1981 - Lucas Lobos, ex calciatore argentino
- 1981 - Abdelkarim Nafti, allenatore di calcio e ex calciatore tunisino
- 1981 - Natalija Skakun, ex sollevatrice ucraina
- 1981 - Ingvild Stensland, ex calciatrice norvegese
- 1981 - Travis Willingham, doppiatore statunitense
- 1982 - Nozomi Andō, attrice giapponese
- 1982 - Ira Brown, cestista statunitense
- 1982 - Viktor Chrjapa, ex cestista russo
- 1982 - Lee Cook, ex calciatore inglese
- 1982 - Jesse Lumsden, bobbista canadese
- 1982 - Ryan Mackenzie, politico statunitense
- 1982 - Domenico Maietta, dirigente sportivo e ex calciatore italiano
- 1982 - Eike Onnen, altista tedesco
- 1982 - Nyla Rose, wrestler statunitense
- 1982 - Elena Soboleva, mezzofondista russa
- 1982 - Robert Stadlober, attore, musicista e doppiatore austriaco
- 1982 - Aron Stevens, wrestler statunitense
- 1982 - Emerson José da Conceição, ex calciatore brasiliano
- 1982 - Everton Kempes dos Santos Gonçalves, calciatore brasiliano († 2016)
- 1983 - Roger Beck, ex calciatore liechtensteinese
- 1983 - Giuseppe Brescia, politico italiano
- 1983 - Giorgia Bronzini, dirigente sportiva, ex ciclista su strada e pistard italiana
- 1983 - Michelle Buswell, modella statunitense
- 1983 - Ryan Carter, ex hockeista su ghiaccio statunitense
- 1983 - Tord Asle Gjerdalen, fondista norvegese
- 1983 - Chase Griffin, ex cestista e allenatore di pallacanestro statunitense
- 1983 - Mamie Gummer, attrice statunitense
- 1983 - Zsuzsanna Horváth, ex cestista ungherese
- 1983 - Huanderson, ex calciatore brasiliano
- 1983 - Ladybeard, wrestler, stuntman e cantante australiano
- 1983 - Christian Müller, ex calciatore tedesco
- 1983 - Zlatko Tanevski, ex calciatore macedone
- 1983 - Giulia Tonelli, ballerina italiana
- 1983 - Andrija Vuković, ex calciatore croato
- 1983 - Drago Vuković, ex pallamanista croato
- 1983 - Christophe Willem, cantante francese
- 1983 - Cameron Wurf, triatleta, ex ciclista su strada e ex canottiere australiano
- 1983 - Francisco Zuela, calciatore angolano
- 1984 - Erika Araki, pallavolista giapponese
- 1984 - Nabil Aslam, ex calciatore danese
- 1984 - Emily Baldoni, attrice svedese
- 1984 - Kishen Bholasing, cantante, musicista e percussionista surinamese († 2020)
- 1984 - Kollegah, rapper tedesco
- 1984 - Carah Faye Charnow, cantante statunitense
- 1984 - Sunil Chhetri, calciatore indiano
- 1984 - Whitney Duncan, cantautrice e personaggio televisivo statunitense
- 1984 - Mateo Figoli, calciatore uruguaiano
- 1984 - Jon Foster, attore statunitense
- 1984 - Mile Jedinak, allenatore di calcio e ex calciatore australiano
- 1984 - Matt Joyce, giocatore di baseball statunitense
- 1984 - Emanuel Kišerlovski, ciclista su strada e ciclocrossista croato
- 1984 - Emi Kudeken, ex cestista giapponese
- 1984 - Ryan Lochte, nuotatore statunitense
- 1984 - Jarvis Moss, giocatore di football americano statunitense
- 1984 - Andrea Orlandi, ex calciatore spagnolo
- 1984 - Park Kyoung-doo, schermidore sudcoreano
- 1984 - Kyle Schmid, attore canadese
- 1984 - Gabe Vasquez, politico statunitense
- 1984 - Yasu, illustratore giapponese
- 1985 - Georgina Haig, attrice australiana
- 1985 - Brent Kutzle, musicista, compositore e produttore discografico statunitense
- 1985 - Max Landis, sceneggiatore e regista statunitense
- 1985 - Rubén Limardo, schermidore venezuelano
- 1985 - Marco Madrigal, calciatore costaricano
- 1985 - Rosalia Pipitone, allenatrice di calcio e ex calciatrice italiana
- 1985 - Ats Purje, calciatore estone
- 1985 - Virgile Reset, allenatore di calcio e ex calciatore francese
- 1985 - Federica Stefanelli, nuotatrice artistica italiana
- 1985 - Sonny Bill Williams, rugbista a 13, rugbista a 15 e pugile neozelandese
- 1986 - Daniel Akpeyi, calciatore nigeriano
- 1986 - Sergio Álvarez Conde, ex calciatore spagnolo
- 1986 - Michela Andreola, ex biatleta italiana
- 1986 - Charlotte Casiraghi, giornalista monegasca
- 1986 - Dar"ja Domračava, ex biatleta bielorussa
- 1986 - Geoffrey Gete, calciatore vanuatuano
- 1986 - Luigi di Lussemburgo, principe lussemburghese
- 1986 - Bruno Silva, calciatore brasiliano
- 1986 - Chris Ramsey, comico, conduttore televisivo e attore britannico
- 1987 - Mohd Aidil Zafuan Abdul Radzak, calciatore malese
- 1987 - Cesare Benedetti, dirigente sportivo e ex ciclista su strada italiano
- 1987 - Matthew Berkeley, ex calciatore nevisiano
- 1987 - Igor Costrov, calciatore moldavo
- 1987 - Fitore Govori, calciatrice kosovara
- 1987 - Kim Hyung-jun, cantante e attore sudcoreano
- 1987 - Neil Magny, artista marziale misto statunitense
- 1987 - Gary Medel, calciatore cileno
- 1987 - Vincent Muratori, ex calciatore francese
- 1987 - Willis Plaza, calciatore trinidadiano
- 1987 - Fran Rico, allenatore di calcio e ex calciatore spagnolo
- 1987 - Barbara Riveros Diaz, triatleta cilena
- 1987 - A.J. Slaughter, cestista statunitense
- 1987 - Alexander Søderlund, calciatore norvegese
- 1987 - Indiana Sánchez, modella nicaraguense
- 1987 - Daniel Zamudio, cileno († 2012)
- 1988 - Michael Cia, calciatore italiano
- 1988 - Leandro De Bortoli, calciatore argentino
- 1988 - Stephen Gleeson, calciatore irlandese
- 1988 - Virgil Green, giocatore di football americano statunitense
- 1988 - DRAM, rapper e cantante statunitense
- 1988 - Ben Nguyen, artista marziale misto statunitense
- 1988 - Giovanni Repetti, schermidore italiano
- 1988 - Brandon Rogers, youtuber, attore e cabarettista statunitense
- 1988 - Salvatore Samperi, allenatore di calcio a 5 italiano
- 1988 - Jeffrey Sarpong, calciatore olandese
- 1988 - Lauren Schmetterling, canottiera statunitense
- 1988 - Fabio Scozzoli, ex nuotatore italiano
- 1988 - Jennifer Sidey, astronauta e ingegnere canadese
- 1988 - Sven Ulreich, calciatore tedesco
- 1988 - Santiago Vergini, ex calciatore argentino
- 1988 - Pablo de Barros, ex calciatore brasiliano
- 1989 - Jules Bianchi, pilota automobilistico francese († 2015)
- 1989 - Josh Boyd, giocatore di football americano statunitense
- 1989 - Matteo Bruscagin, calciatore italiano
- 1989 - Serkan Çiftçi, calciatore austriaco
- 1989 - Cvija, cantante e rapper serbo
- 1989 - Sanrawat Dechmitr, calciatore thailandese
- 1989 - Michelle González, allenatrice di pallacanestro e ex cestista portoricana
- 1989 - Sam Hutchinson, calciatore inglese
- 1989 - Emil Lyng, ex calciatore danese
- 1989 - Francesco Manna, fumettista italiano
- 1989 - Mario Marina, calciatore bosniaco
- 1989 - Arsénio Martins Lafuente Nunes, calciatore portoghese
- 1989 - Jaroslav Rakyc'kyj, calciatore ucraino
- 1989 - Ricky Taylor, pilota automobilistico statunitense
- 1989 - Tyrod Taylor, giocatore di football americano statunitense
- 1989 - Nick Viergever, calciatore olandese
- 1989 - Kevin Walker, ex calciatore e cantante svedese
- 1989 - Themba Zwane, calciatore sudafricano
- 1990 - Benjamin André, calciatore francese
- 1990 - Silvan Dillier, ciclista su strada e pistard svizzero
- 1990 - Auriol Dongmo, pesista e discobola camerunese
- 1990 - Jourdan Dunn, supermodella inglese
- 1990 - Sara Fratini, calciatrice italiana
- 1990 - Robertas Grabauskas, cestista lituano
- 1990 - Harramiz, calciatore saotomense
- 1990 - Mari Hole, pallavolista norvegese
- 1990 - Abdurahman Abubakar, calciatore qatariota
- 1990 - Lu Haojie, sollevatore cinese
- 1990 - Mickael Mawem, arrampicatore francese
- 1990 - Bastien Midol, sciatore freestyle francese
- 1990 - Tatsuya Morita, calciatore giapponese
- 1990 - Kyrylo Silič, ex calciatore ucraino
- 1990 - Ryan Steele, attore e ballerino statunitense
- 1990 - Haruka Tachimoto, judoka giapponese
- 1990 - Alberto Van Gurp, ex calciatore americo-verginiano
- 1990 - Vitalij Vicenec', allenatore di calcio e ex calciatore ucraino
- 1991 - Mayra Aguiar, judoka brasiliana
- 1991 - Priscilla Gneto, judoka francese
- 1991 - Visvaldis Ignatāns, ex calciatore lettone
- 1991 - Joevin Jones, calciatore trinidadiano
- 1991 - Markus Kennedy, cestista statunitense
- 1991 - Benson Mayowa, giocatore di football americano statunitense
- 1991 - Miloš Ostojić, calciatore serbo
- 1991 - Manuel Prietl, ex calciatore austriaco
- 1991 - Francesco Schisano, canottiere italiano
- 1991 - Wang Xueyi, altista cinese
- 1992 - Denis Abljazin, ginnasta russo
- 1992 - Oliver Buff, calciatore svizzero
- 1992 - Gamze Bulut, mezzofondista e siepista turca
- 1992 - Colin Coosemans, calciatore belga
- 1992 - Nick Kay, cestista australiano
- 1992 - Karlie Kloss, supermodella e blogger statunitense
- 1992 - Chrysovalantīs Kozorōnīs, calciatore greco
- 1992 - Gesa Felicitas Krause, siepista e mezzofondista tedesca
- 1992 - Diāna Marcinkēviča, tennista lettone
- 1992 - Abdullah Otayf, calciatore saudita
- 1992 - Alex Ozerov, attore russo
- 1992 - Lum Rexhepi, ex calciatore finlandese
- 1992 - Jannik Vestergaard, calciatore danese
- 1993 - Andrea Arcangeli, attore italiano
- 1993 - Tez Cadey, disc jockey, produttore discografico e paroliere statunitense
- 1993 - Norville Carey, cestista anglo-verginiano
- 1993 - Eva Fabian, nuotatrice statunitense
- 1993 - Raphael Gaspardo, cestista italiano
- 1993 - Anthony Jackson-Hamel, ex calciatore canadese
- 1993 - Malte Jakschik, canottiere tedesco
- 1993 - Yurina Kumai, cantante giapponese
- 1993 - Tom Liebscher, canoista tedesco
- 1993 - Alex Matthews, rugbista a 15 britannica
- 1993 - Naz Mitrou-Long, cestista canadese
- 1993 - Malkolm Nilsson Säfqvist, calciatore svedese
- 1993 - Matty Pearson, calciatore inglese
- 1993 - Maximilian Planer, canottiere tedesco
- 1993 - Matteo Politano, calciatore italiano
- 1993 - Thomas Rawls, giocatore di football americano statunitense
- 1993 - Vinícius Santos Silva, calciatore brasiliano
- 1993 - Anna Schell, lottatrice tedesca
- 1993 - Alfredo Sepúlveda, ostacolista cileno
- 1993 - Fabian Sporkslede, ex calciatore olandese
- 1993 - Kaspars Vecvagars, ex cestista e allenatore di pallacanestro lettone
- 1993 - Maharu Yoshimura, tennistavolista giapponese
- 1994 - Serge Kevyn, calciatore gabonese
- 1994 - Endoğan Adili, ex calciatore svizzero
- 1994 - Kwon Alexander, giocatore di football americano statunitense
- 1994 - Alberto Barison, calciatore italiano
- 1994 - Alexander Blomqvist, calciatore svedese
- 1994 - Mateus Claus, calciatore brasiliano
- 1994 - Freddie Crittenden, ostacolista statunitense
- 1994 - Dante Fowler, giocatore di football americano statunitense
- 1994 - Todd Gurley, ex giocatore di football americano statunitense
- 1994 - Younghoe Koo, giocatore di football americano sudcoreano
- 1994 - Conor Morgan, cestista canadese
- 1994 - Emerson Palmieri, calciatore brasiliano
- 1994 - Jair Tavares da Silva, calciatore brasiliano
- 1994 - Corentin Tolisso, calciatore francese
- 1994 - Francesco Vicari, calciatore italiano
- 1994 - Nick Walker, culturista statunitense
- 1994 - Dmytro Zaderec'kyj, ex calciatore ucraino
- 1994 - Lina Ǵorčeska, tennista macedone
- 1995 - Veronique Brayda, calciatrice italiana
- 1995 - Enrico Brazzale, mezzofondista italiano
- 1995 - Cezinando, rapper e cantante norvegese
- 1995 - Ahmed El Messaoudi, calciatore belga
- 1995 - Charlie Goode, calciatore inglese
- 1995 - David Hürten, attore tedesco
- 1995 - Victoria Kan, tennista uzbeka
- 1995 - Clara Koppenburg, ciclista su strada tedesca
- 1995 - Kelan Martin, cestista statunitense
- 1995 - Jeppe Moe, ex calciatore norvegese
- 1995 - Kendrick Nunn, cestista statunitense
- 1995 - Hikaru Ōe, ex snowboarder giapponese
- 1995 - Oleksandr Chyžnjak, pugile ucraino
- 1995 - Il'ja Vlasov, pallavolista russo
- 1996 - Yulenmis Aguilar, giavellottista cubana
- 1996 - Kevin Álvarez, calciatore honduregno
- 1996 - Wassim Ben Tara, pallavolista tunisino
- 1996 - Bryan Mascarenhas, calciatore brasiliano
- 1996 - Ülviyyə Fətəliyeva, scacchista azera
- 1996 - Derwin James, giocatore di football americano statunitense
- 1996 - Robert MacIntyre, golfista scozzese
- 1996 - Federica Parsani, calciatrice italiana
- 1996 - David Solans, attore spagnolo
- 1996 - Oleksandr Zubkov, calciatore ucraino
- 1997 - Key Glock, rapper statunitense
- 1997 - Daniel Crowley, calciatore inglese
- 1997 - Marlon Evans, calciatore statunitense
- 1997 - ElGrandeToto, rapper marocchino
- 1997 - Derek Gee, ciclista su strada e pistard canadese
- 1997 - Shion Inoue, calciatore giapponese
- 1997 - Ronald Jones II, giocatore di football americano statunitense
- 1997 - Julien Le Cardinal, calciatore francese
- 1997 - Stefan Peno, cestista serbo
- 1997 - Justin Ress, nuotatore statunitense
- 1997 - Luis Ruiz, calciatore venezuelano
- 1997 - Augustine Williams, calciatore sierraleonese
- 1998 - Eduardo Aguirre, calciatore messicano
- 1998 - Jacob Ahlsson, ciclista su strada e ciclocrossista svedese
- 1998 - Alexandra Botezat, pallavolista italiana
- 1998 - Terrell Bynum, giocatore di football americano statunitense
- 1998 - Tobias Damsgaard, ex calciatore danese
- 1998 - Florian Dietz, calciatore tedesco
- 1998 - Trevon Duval, cestista statunitense
- 1998 - Alan Jousseaume, ciclista su strada francese
- 1998 - Edo Kayembe, calciatore congolese (Repubblica Democratica del Congo)
- 1998 - Fabricio Silva Costa, calciatore brasiliano
- 1998 - Alan Soñora, calciatore statunitense
- 1998 - Chris Stoll, giocatore di football americano statunitense
- 1998 - Viktor Verschaeve, ex ciclista su strada belga
- 1998 - Marcus Zegarowski, cestista statunitense
- 1998 - Cozi Zuehlsdorff, attrice e cantautrice statunitense
- 1999 - Mateo Bajamich, calciatore argentino
- 1999 - Lee Bonis, calciatore nordirlandese
- 1999 - Vicky Chahar, lottatore indiano
- 1999 - Brahim Díaz, calciatore spagnolo
- 1999 - Nicolás Esteban Fernández Muñoz, calciatore cileno
- 1999 - Nemo, cantante, rapper e polistrumentista svizzero
- 1999 - Marcus Mølvadgaard, calciatore danese
- 1999 - Zach Wilson, giocatore di football americano statunitense
- 1999 - Yalemzerf Yehualaw, maratoneta e mezzofondista etiope
- 1999 - Evgenija Zacharčenko, lottatrice russa
- 1999 - Cristián Zavala, calciatore cileno
- 2000 - Mohamed Amissi, calciatore belga
- 2000 - Tony Arbolino, pilota motociclistico italiano
- 2000 - Alessandro Arena, calciatore italiano
- 2000 - Damion Baugh, cestista statunitense
- 2000 - Landry Bender, attrice statunitense
- 2000 - Giorgia Bocola, cestista italiana
- 2000 - Thijs Dallinga, calciatore olandese
- 2000 - Marco Ehmann, calciatore tedesco
- 2000 - Chandler Kinney, attrice, doppiatrice e produttrice televisiva statunitense

## XXI secolo(26)
- 2001 - Facundo Altamira, calciatore argentino
- 2001 - Pelinsu Bayav, sollevatrice turca
- 2001 - Nina Berton, ciclista su strada, ciclocrossista e mountain biker lussemburghese
- 2001 - Ricky Council, cestista statunitense
- 2001 - Bilal El Ouadghiri, calciatore marocchino
- 2001 - Antonio Fantin, nuotatore italiano
- 2001 - Pavel Hájek, calciatore ceco
- 2001 - Joshua Kitolano, calciatore norvegese
- 2001 - Jordy Makengo, calciatore francese
- 2001 - Brandon Nakashima, tennista statunitense
- 2001 - Tiago PZK, rapper e cantautore argentino
- 2001 - Himeno Sakatsume, tennista giapponese
- 2001 - Lin Shan, tuffatrice cinese
- 2002 - Tadese Takele, siepista, mezzofondista e maratoneta etiope
- 2003 - Dylan Bibic, pistard e ciclista su strada canadese
- 2003 - Anthony Descotte, calciatore belga
- 2003 - José Alfredo Flores, calciatore boliviano
- 2003 - Derrick Harmon, giocatore di football americano statunitense
- 2003 - Fabio Miretti, calciatore italiano
- 2004 - Bilal Bafdili, calciatore belga
- 2004 - Ruben van Bommel, calciatore olandese
- 2005 - Kon Knueppel, cestista statunitense
- 2005 - Aleksandar Stanković, calciatore serbo
- 2006 - Blanca Quiñonez, cestista ecuadoriana
- 2006 - Rayan Vitor Simplício Rocha, calciatore brasiliano
- 2024 - Iman bint al-Husayn, principessa giordana

## Senza anno specificato(1)
- Raelle Tucker, sceneggiatrice e produttrice televisiva statunitense